# Chalke

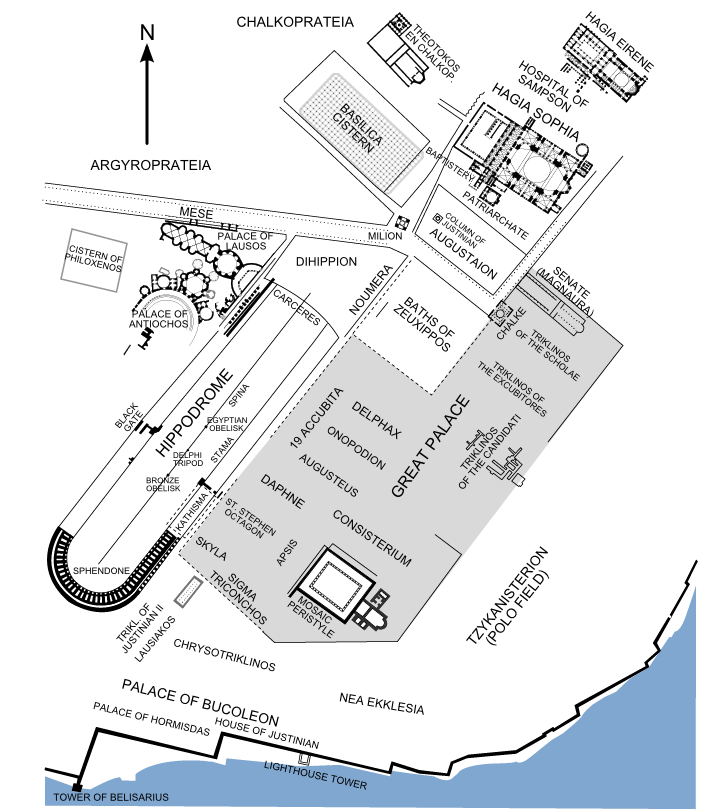
Zaznaczony na szaro kompleks Wielkiego Pałacu, Chalke znajduje się na północnym skraju tego obszaru.

Chalke (Gre.: Χαλκή Πύλη, co oznacza spiż, a dosłownie miedź, znane także jako „Spiżowe wrota”) – wielki budynek bramny, który prowadził z placu Augustajon do Wielkiego Pałacu w Konstantynopolu. Został on poważnie zniszczony w czasie powstania Nika. Odbudował go Justynian I Wielki. 
Cały budynek zawdzięczał swoją nazwę ogromnym spiżowym wrotom, które oddzielały plac Augustajon od wnętrza Chalke, a tym samym i od reszty Wielkiego Pałacu. Pełnił on funkcję swoistego westybulu, a jak podaje H. W. Haussig, od VIII wieku również swego rodzaju muzeum. Eksponowano tam bowiem posągi wielkich wodzów i cesarzy oraz słynne rzeźby z epoki hellenistycznej. Miały tu znajdować się cztery głowy Gorgon i dwa, wykonane z brązu, konie, które Justynian sprowadził do Konstantynopola z Efezu. Według Haussiga stały tu także dwa posągi pochodzące z Aten, przedstawiające dwóch mężów podających sobie dłonie. Autor ten sugeruje, iż mogła to być statua zabójców tyrana Hipparcha: Hormodiosa i Aristogejtona (Grupa Tyranobójców).
Po odbudowie ze zniszczeń doznanych po powstaniu Nika Chalke zyskała dużą kopułę, która od tego momentu zwieńczała całą konstrukcję. Na początku X wieku na szczycie budynku założono małą kaplicę. Za panowania zaś Jana Tzymiskesa kaplicę zastąpiono kościołem, w którym trzymano niektóre z Konstantynopolitańskich relikwii. W późniejszym okresie, jako że cesarze zaprzestali korzystania z północnej części kompleksu Wielkiego Pałacu, położona po tej stronie Chalke przestała służyć swojemu pierwotnemu celowi. Cesarze zaczęli wchodzić do pałacu przez przejście mieszczące się pod loża cesarską (Kathismą) na hipodromie. Pomimo tego budynek ten przetrwał, aż do upadku Konstantynopola pełniąc od tego momentu funkcję sułtańskiej menażerii. Zburzono go w 1804 roku.